# Geschubde stropharia
Het geschubde stropharia (Leratiomyces squamosus) is een schimmel die behoort tot de familie Strophariaceae. Dit kaalkopje leeft saprotroof in op houtsnippers, grof strooisel, etc, soms schijnbaar op de grond op begraven houtresten in loof-, zelden ook naaldbossen, in parken en plantsoenen op matig vochtige, voedselrijke klei en op tamelijk droge zandgrond.

## Kenmerken
Hoed
De geschubde stropharia vormt relatief kleine vruchtlichamen verdeeld in een hoed en een steel. De geelachtige tot okerkleurige hoed heeft een diameter van 2-5 cm breed, de kroon is vaak fuchsiakleurig. De vorm met een oranjebruine hoedkleur wordt wel omschreven als de variëteit thrausta. De hoed is aanvankelijk halfbolvormig, wordt convex naarmate het vruchtlichaam ouder wordt en is vlak bij oude exemplaren. Het oppervlak van de hoed is plakkerig en bedekt met delicate, fijn verspreide vlokken. 
Steel
De steel is 6-11 cm lang en 4-9 mm dik, stijf, elastisch en hol. Het heeft een vliezige en hangende witachtige ring, die later bruin wordt door de sporen. Na verloop van tijd vervaagt de ring. Boven de ring is de steel witachtig of lichtbruin met fijne omhulselvezels, onder de ring op een bruinachtige achtergrond bevinden zich witte, vezelachtige schubben.
Lamellen
De lamellen zijn breed op de steel aangehecht. De kleur is licht grijsbruin als ze jong zijn, donker paarsbruin als ze rijp zijn en vaak gevlekt. Naast de hoofdlamellen zijn er 1-3 interlamellen.
Sporenprint
De sporenprint is grijs tot paarsbruin.

### Microscopische kenmerken
De sporen zijn ellipsoïaal, met een centrale kiempore en meten 11–15 × 7–8 μm groot. De basidia zijn 4-sporig. Er zijn cheilocystidia met een draadvormige of enigszins flesachtige vorm en afmetingen 36-66 × 3,3-6 μm. Er zit een plakkerige klodder bovenop. Pleurocystidia zijn afwezig.

## Ecologie
Het leeft saprobiotisch van hout en houtresten; hij koloniseert loofhout en komt daarom vooral voor in loofbossen; hij groeit ook in parken op gebieden bedekt met houtafval. De soort geeft de voorkeur aan neutrale tot alkalische bodems. 

## Verspreiding
De geschubde stropharia komt voor in Japan, Noord-Amerika, Noord-Afrika en Europa. In Europa strekt het verspreidingsgebied zich uit van het Middellandse Zeegebied en Oekraïne tot Groot-Brittannië, de Hebriden, Estland en Scandinavië (tot Lapland). In Midden-Europa verschijnen de vruchtlichamen in de herfst.
In Nederland komt de geschubde stropharia vrij algemeen voor. Het staat op de rode lijst in de categorie 'bedreigd'.

## Foto's

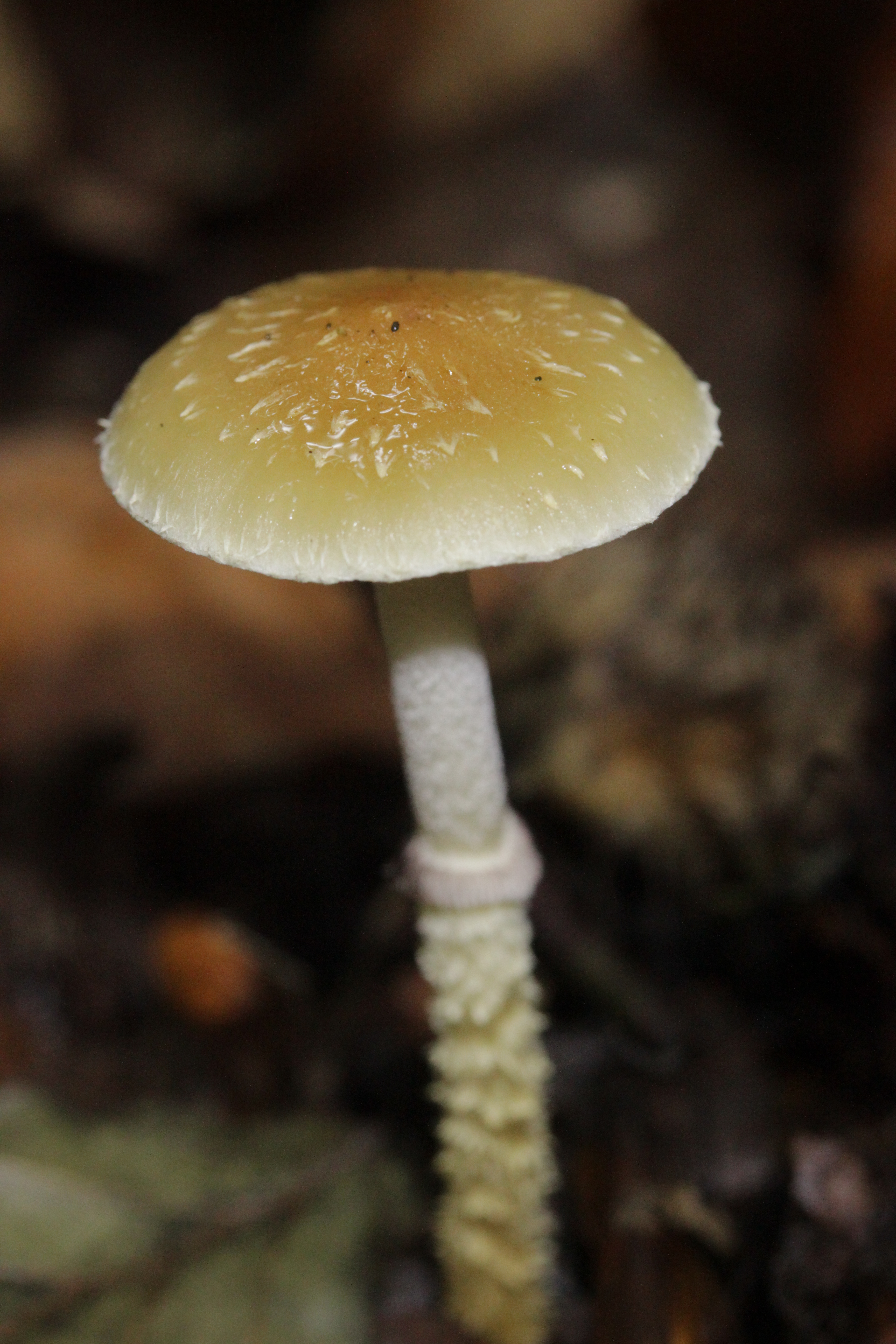
Zijaanzicht
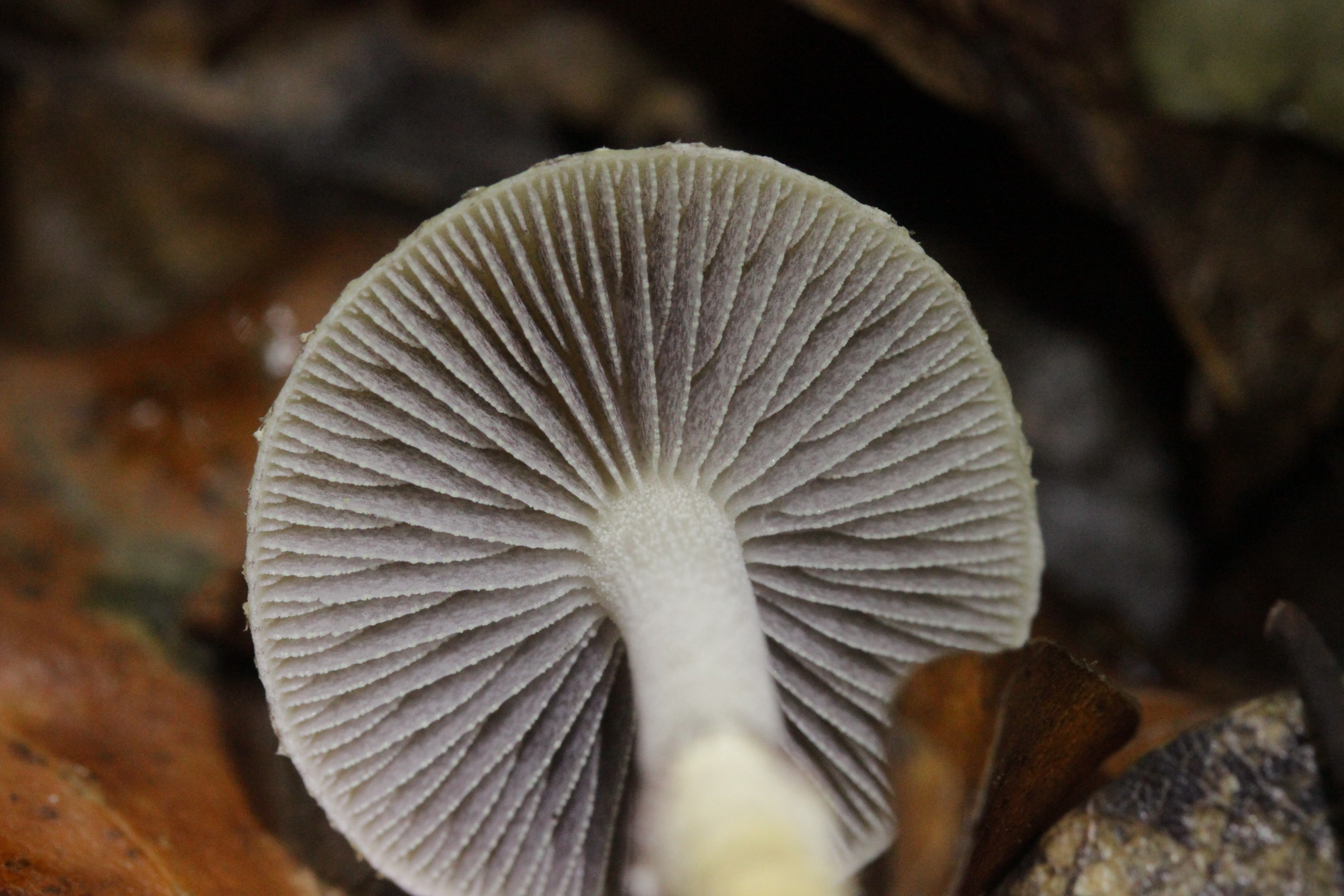
Lamellen
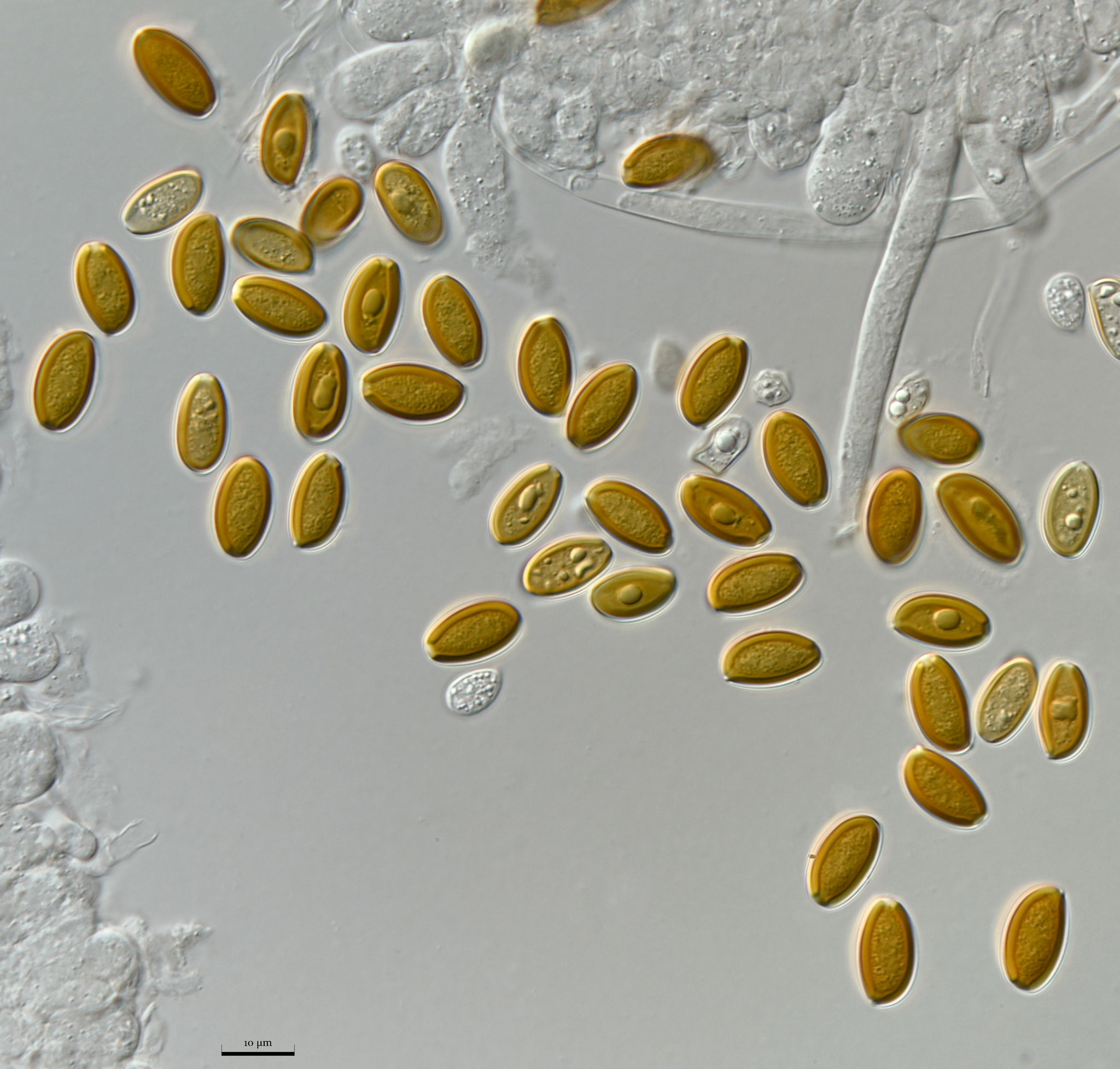
Sporen
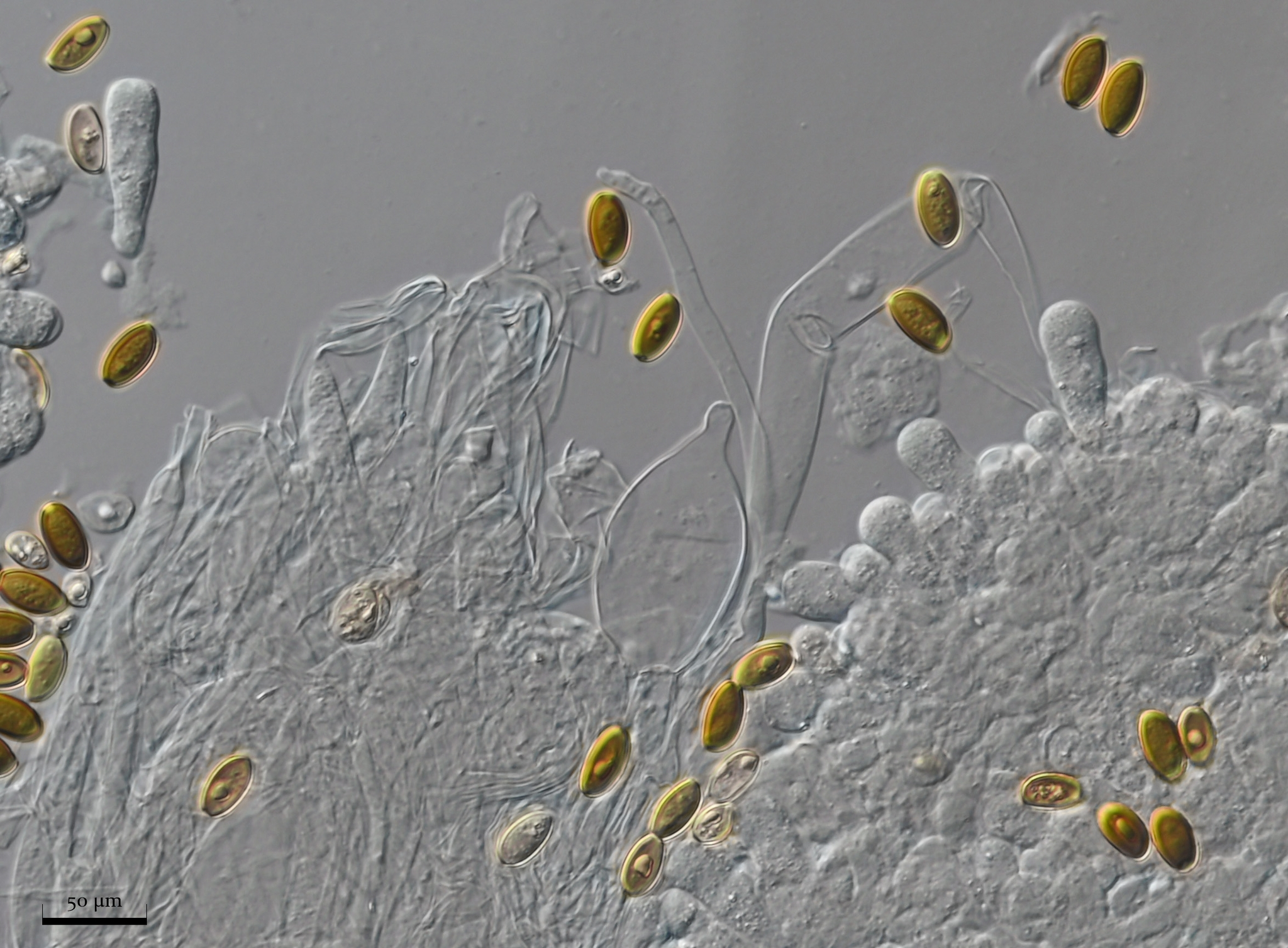
Cystiden